# Астапов, Виктор Борисович
Виктор Борисович Астапов (род. 23 декабря 1962, Тихорецк, Краснодарский край, РСФСР, СССР) — советский и российский военачальник. Заместитель Главнокомандующего Военно-морским флотом по сухопутным и береговым войскам - командующий береговыми войсками ВМФ РФ с февраля 2019 года, генерал-лейтенант (2014).

## Биография
Родился 9 декабря 1962 года в городе Тихорецке Краснодарского края. В 1981 поступил и 1985 году окончил Рязанское высшее воздушно-десантное командное училище имени Ленинского комсомола.
Проходил службу на должностях командира взвода, роты, батальона парашютно-десантного полка.
С 1993 по 1996 год — слушатель Военной академии имени М. В. Фрунзе. После окончания академии в должности заместителя командира Ставропольской воздушно-десантной штурмовой бригады был откомандирован в Чечню.
В 1999 году принял командование 51-м гвардейским парашютно-десантным полком (Тула).
С 2005 по 2007 год — командир 7-й гвардейской десантно-штурмовой дивизии (горной), генерал-майор. В период командование дивизией продолжил проводить эксперимент Министерства обороны РФ по переводу соединения на комплектование соединения военнослужащими контрактниками:
Горная направленность, которую в результате реформирования обрела дивизия, и переход на контрактный принцип комплектования, безусловно, увеличат ее боевые возможности. Однако применительно к Новороссийску, Анапе и Ставрополю – городам, где стоят полки «семерки», условия для контрактной службы, по оценке генерала, едва ли назовешь привлекательными.
С 2007 по 2009 год — слушатель Военной академии Генерального штаба Вооружённых Сил РФ.
После окончания академии назначен на должность заместителя командующего 41-й общевойсковой армией в Сибирском военном округе.
С января 2011 года начальник штаба — заместитель командующего, с мая 2012 по май 2013 года командующий 49-й общевойсковой армией Южного военного округа. Одновременно начальник Ставропольского территориального гарнизона.
Указом Президента России от 30 декабря 2013 года назначен заместителем командующего войсками Южного военного округа. Воинское звание генерал-лейтенант присвоено указом Президента России от 22 февраля 2014 года.
С 21 июня 2014 года по февраль 2019 года начальник штаба — первый заместитель командующего войсками Западного военного округа. С 19 декабря 2016 по апрель 2017 года и с 30 июля по ноябрь 2018 года временно исполнял обязанности командующего войсками Западного военного округа по должности.
С февраля 2019 года — заместитель Главнокомандующего Военно-морским флотом Российской Федерации по сухопутным и береговым войскам - командующий береговыми войсками ВМФ РФ.
В марте 2020 года окончил факультет переподготовки и повышения квалификации Военной академии Генерального штаба Вооруженных сил Российской Федерации.
Женат, имеет сына.

## Награды
- Орден Мужества
- Орден «За военные заслуги»
- Орден «За службу Родине в Вооружённых Силах СССР» 3 степени
- Медаль ордена «За заслуги перед Отечеством» 2 степени
- Медаль Жукова
- Медаль «50 лет Победы в Великой Отечественной войне 1941-1945 гг.»
- Медаль «За отличие в воинской службе» 1 и 2 степеней
- Медаль «За воинскую доблесть» (Минобороны) 1 степени
- Медаль «За укрепление боевого содружества»
- Медаль За отличие в военной службе 1 и 2 степеней
- Медаль «За безупречную службу» 3 степени
- Медаль «Адмирал флота Советского Союза Н .Г. Кузнецов»
- Медаль «Адмирал флота Советского Союза С. Г. Горшков»
- Медаль «Генерал армии Маргелов»
- Медаль «За отличное окончание военного вуза МО РФ»
- Медаль «За участие в военном параде в День Победы»
- Медаль «Стратегическое командно-штабное учение „Кавказ — 2012“»
- Медаль «Совместное стратегическое учение „Запад — 2013“»
- Медаль «За возвращение Крыма»
- Памятный знак «150 лет Западному военному округу»
- Медаль «70 лет создания Воздушно-десантных войск»
- Медаль «80 лет ВДВ. Никто, кроме нас»
- Медаль «85 лет ДОСААФ России»
- Медаль НАТО «Косово»